# Powiat morąski
Powiat morąski – powiat istniejący od 1818 do 1975 roku na terenie obecnych powiatów ostródzkiego, iławskiego (woj. warmińsko-mazurskie) i sztumskiego (woj. pomorskie). Jego ośrodkiem administracyjnym był Morąg. W skład byłego powiatu oprócz Morąga wchodziły Zalewo i Miłakowo oraz gminy Małdyty i Stary Dzierzgoń. Przed 1975 rokiem powiat wchodził w skład województwa olsztyńskiego.
W wyniku reformy administracyjnej w 1975 roku powiat został zlikwidowany, a jego terytorium zostało podzielone pomiędzy nowe (mniejsze) województwo olsztyńskie oraz województwo elbląskie.
W związku z prowadzonymi w 1998 roku pracami nad reformą administracyjną rada miejska w Morągu zaproponowała utworzenie powiatu morąskiego, w granicach którego znalazłyby się gminy: Morąg, Łukta, Małdyty, Miłakowo z powiatu ostródzkiego oraz gmina Zalewo z powiatu iławskiego. Wniosek ten nie znalazł jednak poparcia. Powiatu nie przywrócono, a sam Morąg włączono do powiatu ostródzkiego.

## Historia
Od 1525 roku Prusy Górne stanowiły jeden z trzech okręgów Prus Książęcych, ze starostwami w: Pasłęku, Miłakowie, Morągu, Przezmarku, Kwidzynie, Prabutach, Szymbarku, Iławie, Miłomłynie, Ostródzie, Olsztynku, Dąbrównie, Działdowie, Nidzicy i Szczytnie. Od północy graniczyły z Warmią, od zachodu z okręgiem Natangia.
Pierwszy powiat Morąg  (Kreis Mohrungen) powstał w 1752 roku w wyniku reformy administracyjnej Fryderyka II. Po 1772 roku znalazł się w nowo utworzonej prowincji Prusy Wschodnie, granicząc z Prusami Zachodnimi i Warmią (od północy). W wyniku kolejnej reformy 1 lutego 1818 zostały utworzone nowe, mniejsze powiaty: morąski (Landkreis Mohrungen) oraz pasłęcki. W tych granicach powiat morąski przetrwał do roku 1975.
W latach 1818–1945 powiat morąski należał do rejencji królewieckiej. Jako jeden z nielicznych powiatów Prus Wschodnich uniknął zniszczeń w czasie pierwszej wojny światowej (był jedynie punktem etapowym dla uciekinierów z terenów okupowanych lub objętych działaniami wojennymi). W 1925 r. powiat liczący 112 gmin (w tym 3 miasta: Morąg, Zalewo, Miłakowo) zajmował obszar 1265 km², w tym 877 km² stanowiły użytki rolne. W 1910 roku w powiedzie odnotowano 51 396 mieszkańców, w 1925 – 53 892, a w 1939 56 255 osób.
W 1945 roku, po włączeniu części dawnych Prus Wschodnich do Polski, zachowano dawne granice powiatu morąskiego (sprzed 1944 r.). W czerwcu 1945 r. starosta morąski dokonał podziału powiatu na jedno miasto Morąg (zniesiono miasta Miłakowo i Zalewo) i 7 gmin wiejskich: Małdyty (początkowo jako Niebytów; siedziba mieściła się przejściowo w Zajezierzu – wówczas jako Zajezierzyce), Miłakowo (początkowo jako Lubieniów), Morąg, Myślice (początkowo jako Miślewo), Słonecznik (początkowo jako Wesołowo), Stary Dzierzgoń (siedziba mieściła się przejściowo w Starym Mieście) i Zalewo. Ponieważ obszar tych gmin przekraczał 10 tysięcy ha, władze powiatowe utworzyły 3 nowe gminy: Janiki Wielkie (jako Hanuszewo), Boguchwały i Bramka (początkowo jako Niebostrzeż; siedziba mieściła się okresowo w Bogaczewie), natomiast siedzibę gminy Morąg przeniesiono do Królewa, tworząc gminę Królewo). W 1947 roku siedzibę gminy Janiki Wielkie przeniesiono do Boreczna, tworząc gminę Boreczno. Podział na 10 gmin i jedno miasto utrzymał się do 1954 r. Podział gmin na gromady ustabilizował się w 1948: w skład gmin wchodziło 108 gromad. W 1950 liczba gromad wzrosła do 116.
Zgodnie z ustawa z dnia 25 września 1954 r. (o reformie podziału administracyjnego), Wojewódzka Rada Narodowa w Olsztynie podzieliła powiat morąski na 30 gromad: Bogaczewo, Boguchwały, Barty, Boreczno, Bramka, Brzydowo, Dobrocin, Dobrzyki, Janiki Wielkie, Jerzwałd, Jurki, Królewo, Książnik, Morąg, Liksajny, Lubochowo, Małdyty, Miłakowo, Myślice, Przezmark, Słonecznik, Stary Dzierzgoń, Stare Miasto, Strużyna, Szynowo, Warkałki, Włodowo, Wielki Dwór, Zalewo, Żabi Róg.
W 1957 r. w ramach łączenia zbyt małych jednostek administracyjnych zlikwidowano gromady: Brzydowo, Książnik, Bogaczewo, Bramka, Dobrzyki, Dobrocin, Warkałki, Barty. Na mocy rozporządzenia z dnia 29 listopada 1957 r. do powiatu morąskiego włączono gromadę Mostkowo z powiatu ostródzkiego. W 1959 r. zlikwidowano kolejne gromady (włączając do sąsiednich): Janiki Wielkie, Liksajny, Lubochowo, Przezmark, Stare Miasto, Strużyna, Włodowo. W 1961 roku wyłączono z powiatu morąskiego Mostkowo i ponownie włączono do powiatu ostródzkiego. Zlikwidowano także gromadę w Jerzwałdzie.
W 1967 r. zmieniono granice kilku gromad, m.in., wyłączając z gromady Małdyty część obszaru PGR Wenecja i włączono do gromady Słonecznik. W roku 1968 zniesiono gromady: Jurki, Wielki Dwór.